# ژرار لونکه
ژرار لونکه (انگلیسی: Gérard Loncke; ۱۵ ژانویهٔ ۱۹۰۵ – ۱۳ مارس ۱۹۷۹) دوچرخه‌سوار اهل بلژیک بود.